# Edith New
Pour les articles homonymes, voir NEW.
Edith Bessie New est une suffragette anglaise, née le 17 mars 1877 à Swindon et morte le 2 janvier 1951 à Liskeard.
Elle a été l'une des premières suffragettes à utiliser comme moyens d'action l'enchaînement volontaire et le vandalisme.

## Biographie

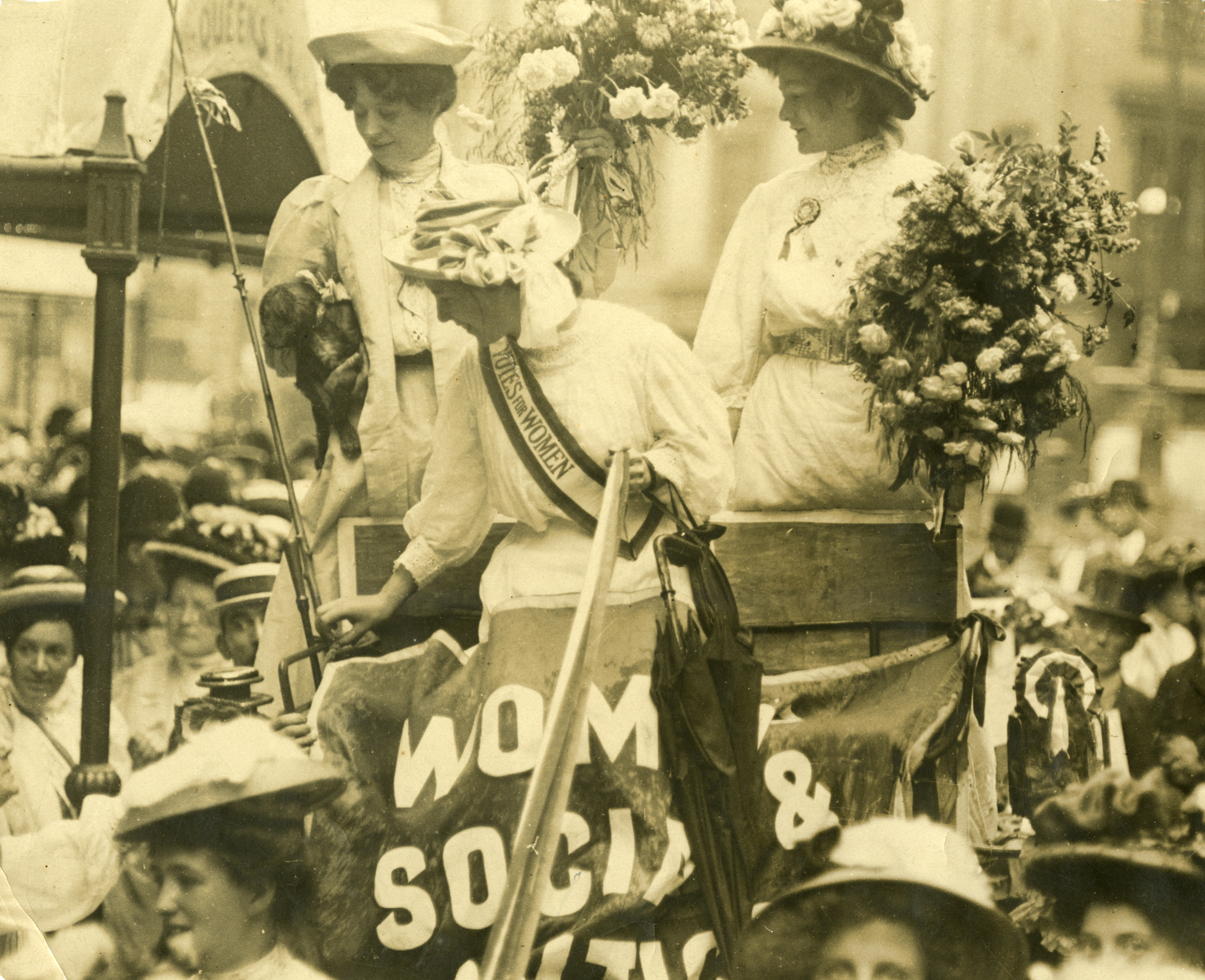
Edith New et Mary Leigh à leur sortie de prison en août 1908.

Edith Bessie New, née sur North Street à Swindon, est la fille d'un employé de chemin de fer, Frederick New, et de sa femme Isabella.
Elle travaille comme enseignante à la Queenstown Infant's School avant de s'installer à Londres.
En 1908, elle intègre l'Union sociale et politique des femmes (WSPU), participant à diverses manifestations et actions militantes à travers le pays. Le 17 janvier 1908, avec Olivia Smith, elle s'enchaîne devant le 10 Downing Street en criant le slogan « Votes for Women ». En créant diversion, elles permettent ainsi à Flora Drummond et Mary Macarthur (en) de pénétrer dans la résidence du Premier ministre. L'enchaînement volontaire devient alors une nouvelle forme d'action militante.
Le 30 juin 1908, une manifestation sur Parliament Square est traitée avec brutalité par la police. En réaction, Edith New et Mary Leigh jettent des cailloux sur les vitres du 10 Downing Street et en brisent quelques-unes, ce qui leur vaut une condamnation à deux mois de travaux forcés purgée à la prison de Holloway. Même si elles agissent alors sans se concerter avec les membres de la WSPU, elles reçoivent l'assentiment d'Emmeline Pankhurst, fondatrice de l'organisation, et ce moyen d'action finit par devenir une tactique récurrente de la WSPU à partir de 1913,.

## Postérité
Une impasse de Swindon a été renommée Edith New en son honneur. Une plaque indique également son lieu de naissance sur North Street.
Dans le film Les Suffragettes, sorti en 2015, au côté de Meryl Streep, interprétant Emmeline Pankhurst, le personnage d'Edith, incarné par Helena Bonham Carter, est inspiré par Edith New,.